# Pest városfalai és városárka
Pest középkori városfalai és városárka a középkori Pest körül épített védműrendszer, mely a legrégebben kutatott helytörténeti emlékek közé tartoznak Budapesten. A kora-középkori városfal maradványait már 1817-ben tárgyalta korábbi megfigyelései alapján Jankovich Miklós, egy Régiposta utcai csatornaépítés kapcsán, és azóta is több szakaszban kerültek elő részletei. A késő-középkori városfalnak viszont jelentős szakaszai teljesen körbeépültek a Kiskörút és a szomszédos utcák házaival, Bástya utcában egy szakasza jelenleg ismét megtekinthetővé vált. Néhány helyen emlékhelyeket alakítottak ki, vagy emléktáblát állítottak az egykori városfal és kapui emlékére, a Királyi Pál utcában pedig egy bemutatóterület is nyílt a megismertetésére.

## A városfal

### Árpád-kori városfal
A keleti oldala a Városház utca, Károlyi utca sarok, Reáltanoda utca, Cukor utca vonalában haladt, északi sarka pedig a Szervita téren volt, ahonnan a Dunáig vezetett. Ez az erődítmény már a tatárjárás előtt is létezett, mert legkorábbi nyomait az 1241-es események előtti rétegekben találták meg. Ehhez a falhoz járult még az a másik fal, amit három nap alatt építettek fel, éppen a közeledő tatárok hírére, de a két vonal együtt sem volt képes megvédeni a várost.
A falak a tatárjárás után nem épültek újjá, mert a IV. Béla király Pest lakóit védettebb helyre, a budai várba akarta telepíteni.

### Késő-középkori városfal

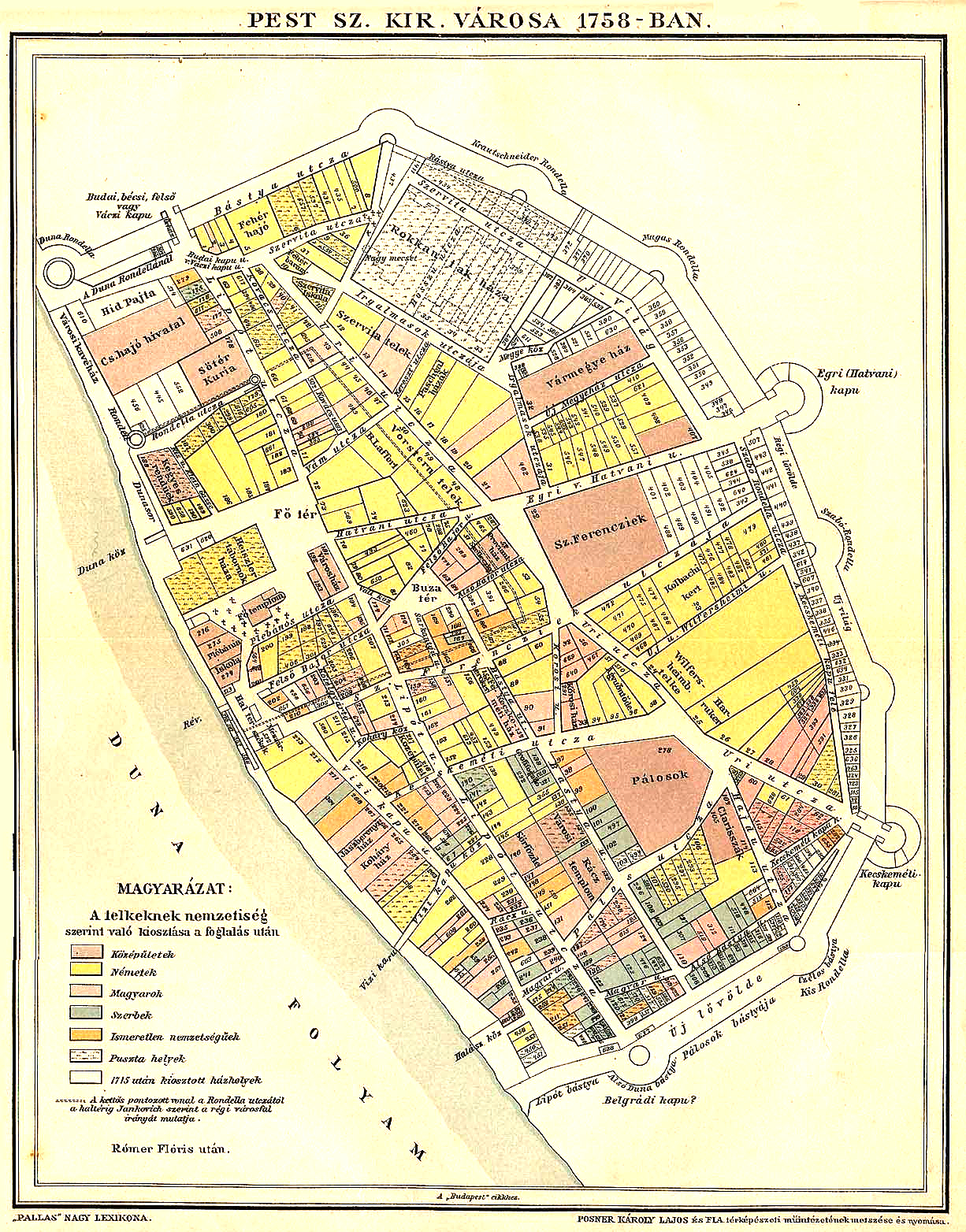
Pest 1758-as térképe a városfallal

1443 és 1479 között épült fel a második, az Árpád-kori városfalakhoz hasonlóan a megnövekedett területű várost félkörívben körülvevő védőrendszer. Ezzel Pest területe több mint a duplájára nőtt, 23 hektárról 55 hektárra, az erődítés hossza pedig 2,2 km volt.
A kapuk a fő kivezető utaknál nyíltak. Az új városfalat 1493-ban említik először, de a kapukat csak a 16. században. A Vác, Hatvan, Kecskemét és Belgrád felé vezető utak kapui (Váci kapu, Hatvani kapu, Kecskeméti kapu, Belgrádi kapu) négyzetes alaprajzúak és többszintesek voltak. A váci kapu maradványainak 1980-as években történt feltárásakor beigazolódott egyrészt, hogy a kapuk egyszerre épültek a városfallal, másrészt Chim Mihály 1772-es jelentését is megerősítette, mely szerint azonos méretűek is voltak. Közöttük, ahol a fal vonala megtört, félkörös tornyok, ún. rondellák helyezkedtek el, és a falakhoz vizesárok, földvédművek is csatlakoztak. Rómer Flóris megbízásából Bergh Károly építész mérete fel 1869-ben a pesti városfal még akkor éppen látható részletét, a mai Bástya utca 3 és a Só utca 3 helyén, (utóbbi szakasz teljesen lebontásra került). Bergh leírása és a később megfigyelések, feltárások alapján a fal a következőképpen rekonstruálható: "A szabálytalan alakú kövekből álló falmag öntött fal, a kváderborítást pedig laza szerkezetű, homokos, mészszegény habarccsal rakták fel. A fal szélessége a középkori járószintnél 1,9-1,7 m volt, a kaputornyok falai ettől vastagabbak. A kötőgátak magassága 9,6-10 m között váltakozik. mindkét oldalán jól megfigyelhető műformákkal. A fal koronáját egymástól szabályos távolságra épített lőréses párták zárják le, a pártázat egy-egy foka 135 cm magas, és 255 cm hosszú. A fokok közötti rés pedig csak 70 cm. A pártafokokban befelé tölcséresen táguló, 65 cm magas, 8-10 cm keskeny lőrések vannak. A lőrések alakja is mutatja, hogy a fal még a lőfegyverek tömeges használata előtt épült. A falkutatás és újabb kori ábrázolások tanúsága szerint helyenként kulcslyuk formájú lőréseket is találhatunk. A pártákat kifelé lejtő kőlapok fedik. A falkorona belső oldalán gyilokjárót képeztek ki olyanformán, hogy a gyilokjáró szintjénél a falat a belső oldalon felére keskenyítették, kívül a falsíkja egyenletes maradt. A gyilokjáróra valószínűleg fa védőfolyosót ácsoltak."

### A török kortól napjainkig

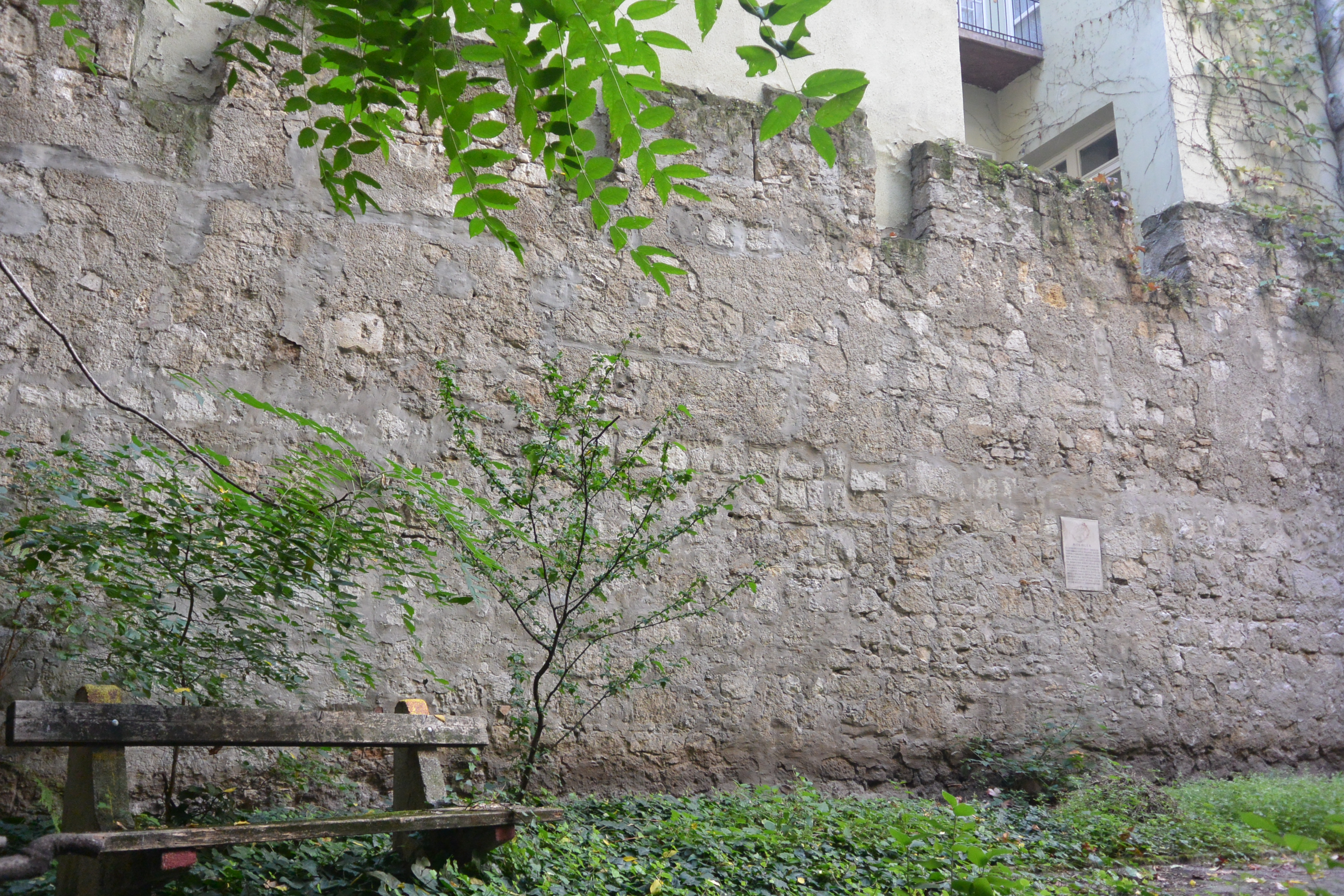
Pest középkori városfala a Múzeum körút 33. szám udvarán

Ez az új városfal azonban egyre kevésbé tudott ellenállni a 16. századtól rohamosan fejlődő tüzérségi fegyvereknek. A török hódoltság korában a városfal nem változott, csak palánk csatlakozott hozzá, a kapuk elé viszont valószínűleg a török építette a köralakú rondellákat. A város 1541-ben ostrom nélkül jutott török kézre, az 1542-es és az 1598-as keresztény ostromokat még állta, de 1602-ben sikerült elfoglalni és két évig keresztény kézen maradt, de már ostrom nélkül adták fel. A 17. században a városfal stratégiai jelentőségét elvesztette, mind az 1684-es, mind az 1686-os Buda visszafoglalását célzó ostrom idején a törökök kiürítették, és várost mindkét alkalommal felgyújtották.
A város hamarosan túlnőtte, nemsokára már újabb kapukat nyitottak rajta a korábbiakon felül: az 1785-ös Pest-térképen már öt új átjáró is szerepelt Porta Nova névvel, egy a Sütő utca torkolatánál, egy a Gerlóczy utcánál, egy a Ferenczy István utcánál (itt egy faldarab is megtekinthető), egy a Királyi Pál utcánál, és egy a Váci utcánál a mai Fővám térnél. Ugyanitt az is látszik, hogy már ekkor megannyi ingatlanhely került felparcellázásra a fal belső és külső oldala mentén. Egyes szakaszait beépítették a készülő új házakba (ismert például, hogy a Deák tér melletti Új kapunál állt félrondellát 1786-ban bontották le, a Duna-parti északi rondellát 1788 körül bonthatták le [bizonyára azért, mert zavarta az állatok felhajtását a városi hajóhídra]; a Kecskeméti kapu lebontásáról 1794-ben hozott határozatot a pesti városvezetés, és ugyancsak 1794-ben bontották le a Ferenczy István utca környékén állt félrondellát is, amely akkor Cukor kapu néven szerepelt a tanácsülési jegyzőkönyvekben). A folyamatot a 19. század elejétől a Szépítő Bizottság is támogatta.
Mára a falaknak csupán néhány részletük maradt fenn a Vámház körút, a Királyi Pál utca és a Bástya utca, a Múzeum körút, a Ferenczy István utca és a Magyar utca, továbbá a Károly körút és a Semmelweis utca egyes házainak belső udvarán, vagy a házak tűzfalaival egybeépítve.

## A városárkok

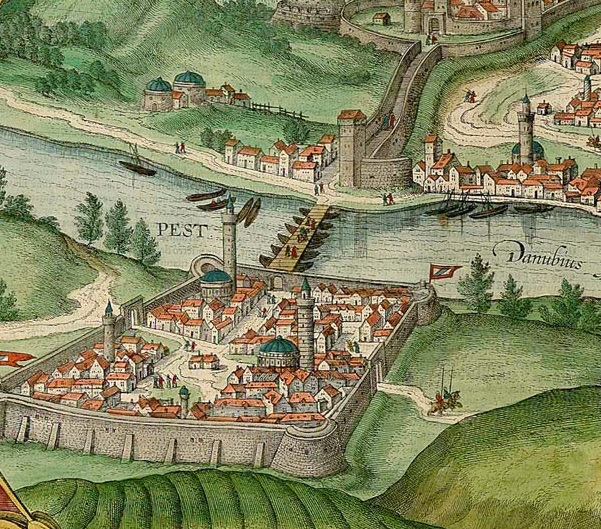
Pest 1616-os ábrázolása városárok nélkül

Péter tárnokmester 1281. évi okleveléből tudni, hogy a középkori Pestet nagy árok vette körül, ami városvédelmi célokat szolgált, mivel a városfal ekkor még nem épült meg. A késő-középkorban, a 15. század folyamán felépült városfalat is mély árok vette körül. A feltöltött városárok egyetlen emléke a Múzeum körút 13. számú ház mélyen fekvő udvara. Ezzel szemben számos korabeli Pest-ábrázoláson semmi nyoma a fal melletti városároknak. Az újkorban is készült egy városárok, de ez jóval távolabb létesült: 1771-ben Pestet a pestis elleni védekezés miatt egy árokkal (linien graben) vették körbe a mai Nyugati tér – Váci út –
Lehel tér – Ferdinánd híd – Szinyei Merse utca – Felsőerdősor utca – Rottenbiller utca – Fiumei út – Orczy út – Haller utca vonalában. Első térképi ábrázolása látható az 1783-ban készült első katonai felmérésen. A városárkot – ami egyúttal Pestet körülvevő termékeny és a terméketlen terület határán húzódott – kezdetben csak a fontosabb útvonalak váci, kerepesi, kőbányai, üllői és soroksári országutak keresztezték. A városárok 100 évig szabta meg Pest körvonalait, ami a külvárosok határa és egyben vámvonal is volt.
A városárok vizét az a régi vízér adta, ami a Ferdinánd híd vonalával indult a Szív utca irányába, majd élesen elfordulva a Felső erdősor, Rottenbiller utca vonalán érte el a Kerepesi utat.

## Maradványai és emlékezete

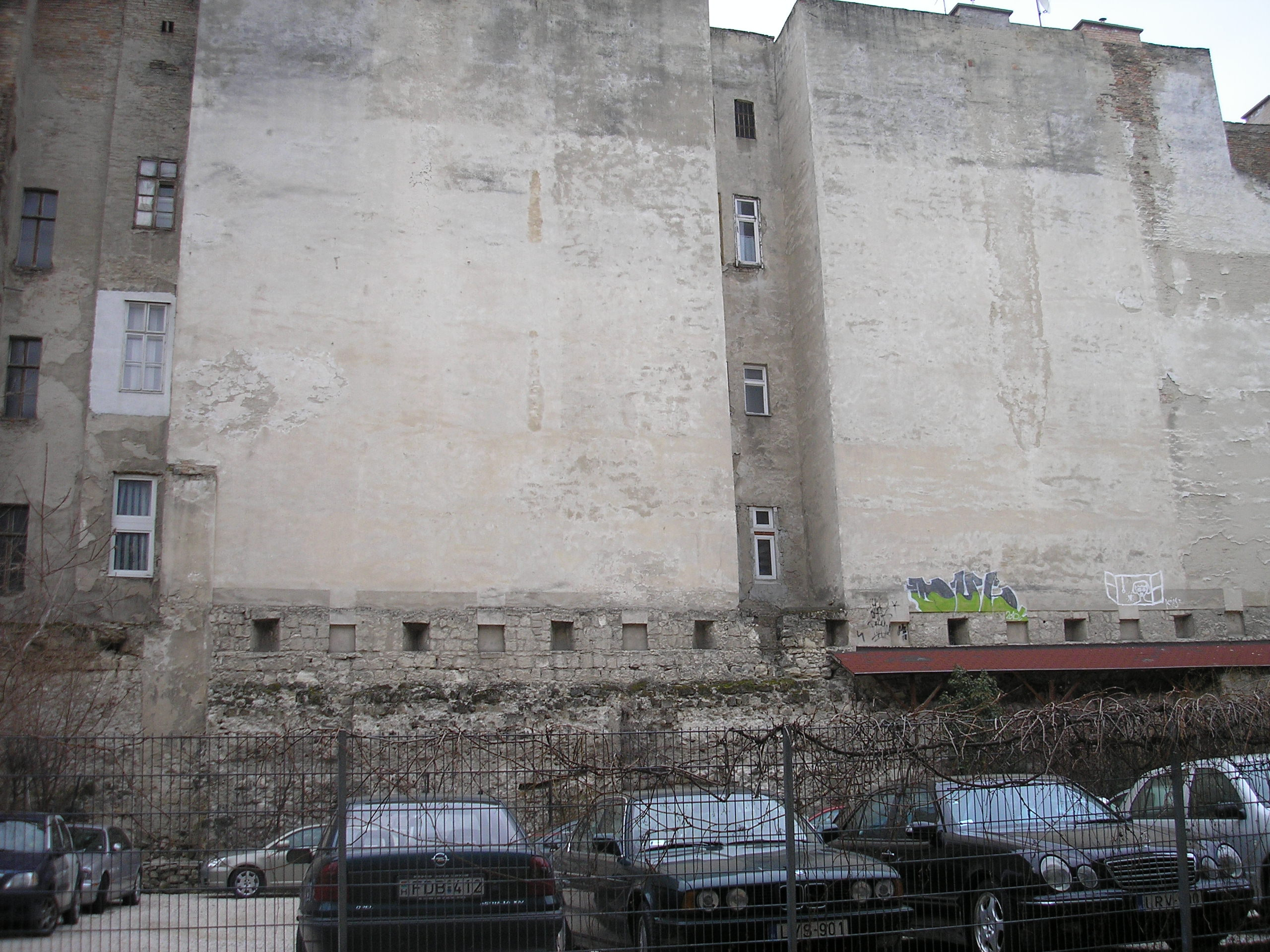
A Bástya utcai városfalmaradvány 2013-ban

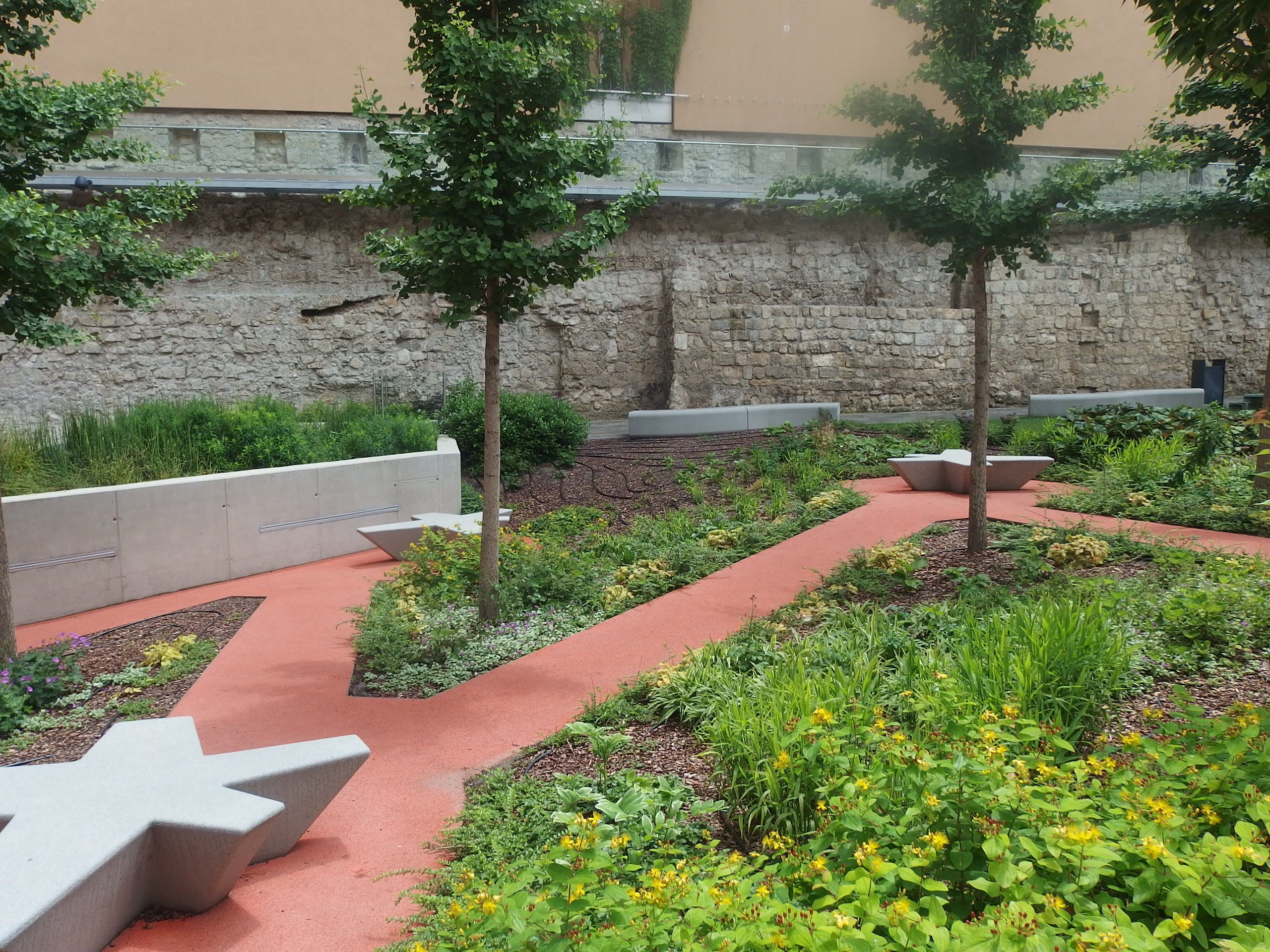
A Bástya utcai falmaradvány a gyilokjáróval 2023-ban

Pest fejlődésével a környék is beépült, ugyanakkor a városfalnak több helyen is fennmaradtak eredeti vagy rekonstruált elemei, de ezek többsége az odaépült magánházak udvarán található tűzfalként, így azok nem látogathatók. A Kiskörút mentén azonban több ponton is emlékhelyet alakítottak ki, ilyen található például a Ferenczy István utcában és a Kálvin téren (ez utóbbi helyen az 1980-as évekig egy még nagyobb szabású emlék is volt az egyik ház tűzfalán, de a Korona Szálló építésével ez eltűnt). Az egykori kapuk emlékét a Váci utcában, az Astoriánál és a Kálvin téren is őrzi egy-egy emlékmű, míg a Korona szálló két épületét összekötő hídjának egyfajta kaput formázó alakja a Kecskeméti utcában a korábban ott álló Kecskeméti kapura tett szolid utalás.
A fentiek mellett 2014-ben az V. kerületi önkormányzat egy bemutatóterületet is létesített a Királyi Pál utca 13/b alatt, a városfal egyik, még megmaradt szakaszának, illetve az erődítésrendszer történetének bemutatására, 11 millió forintos költséggel. Az itteni emlékhely kialakítását az tette lehetővé, hogy az egykori Királyi Pál utcai félrondellának az 1700-as évek végén történt lebontása után az ahhoz kapcsolódó telektömbön egyesítették a telkeket, így több szomszédos háznak is közös udvara alakult ki, ahol már korábban is lehetőség nyílt a középkori városfal majdnem 30 méter hosszú, körülbelül 8 méter (a jelenkori udvarszinttől mérve valamivel több mint 6 méter) magas, összefüggő szakaszának műemléki helyreállítására és bemutatására. 1958-ban újra helyreállították ugyanezen falszakaszt, s a fal belső oldalán lévő öt (Királyi Pál utcai és Bástya utcai) ház közös udvarát parkosították.
A Bástya utcában 1970-es évek elején, házbontások kapcsán egy körülbelül 55 méteres, tűzfallal összeépített falszakaszt találtak. A házak helyén ezután kerítéssel elzárt játszótér és szintén zárt autóparkoló működött, a falat idegeneknek megközelíteni nem lehetett, később a teljes beépítés is tervbe volt véve. 2022-ben a területet parkosították, a falszakasz tetejére modern anyagokból visszaépítették és bejárhatóvá tették az egykori gyilokjáró folyosót, a falat egy ponton az egykori talajszintig kibontották, érzékeltetve a város ötszáz éves feltöltődését. Az így kialakított Bástya park és az onnan 150 méteres sétával elérhető Királyi Pál utcai bemutatóhely által összesen közel 85 méternyi városfal vált megtekinthetővé. Mivel mindkét falmaradvány tűzfalakból került kibontásra, a két terület között feltehetőleg további 25 méteres falszakasz is van tűzfalakkal összeépítve.

## Légi felvételek

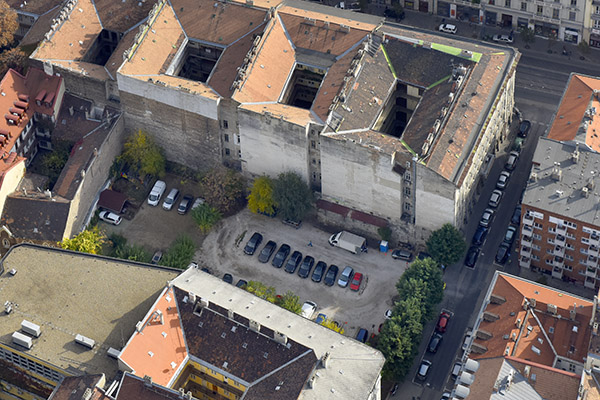
A Bástya utcai városfal légi fotón, a parkosítás előtt
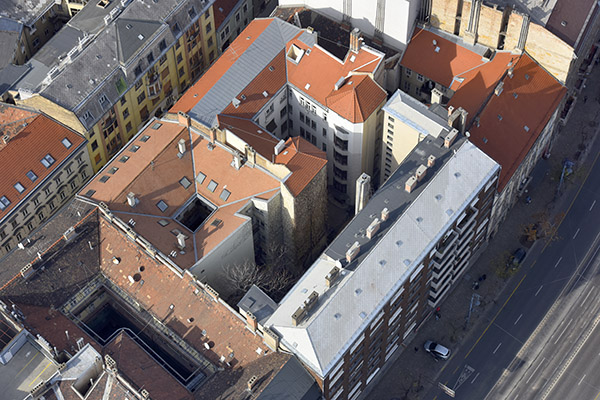
Városfalmaradvány légi felvételen
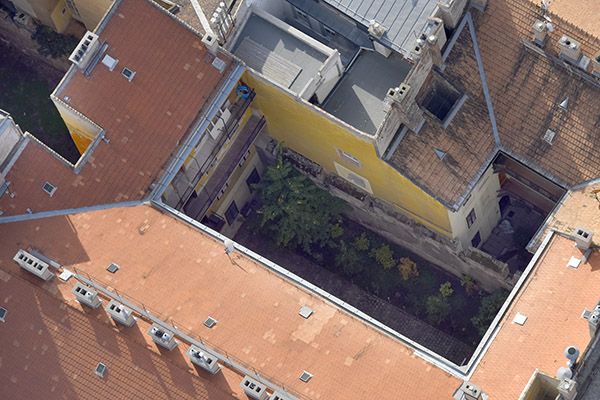
Pesti városfal a levegőből